# Ка-22
Хеликоптерът Ка-22 е опитен прототип, разработен от съветското конструкторско бюро „Камов“. Машината е известна и под името „Винтокрил“. Съгласно класификацията на НАТО машината получава обозначението Hoop.

## История
През 1960 г. КБ „Камов“ започва разработката на принципно нов тип хеликоптер създаден по напречна схема. Новата машина получава обозначението Ка-22 „Винтокрил“. Първият си полет хеликоптерът извършва през 1961 г.
Поради множеството конструктивни недостатъци открити по време на тестовете машината не е приета за масово производство. Произведен е само един опитен образец.

## Тактико-технически характеристики
Хеликоптерът Ка-22 е изпълнен по напречна контраротираща схема. Схемата наподобява самолет, на краищата на чиито крила са монтирани двигателите и контраротиращите носещи винтове. Под носещите винтове на двигателя са монтирани четиривитлови самолетни перки. Размахът на крилото е 28 м. Шасито е триопорно, неприбиращо се по време на полет.
Хеликоптерът е снабден с два турбовитлови двигателя ТВ-2 с мощност 5622 к.с. (4192 КВ) всеки.